# منتخب البرازيل لكرة الصالات
منتخب البرازيل لكرة الصالات هو الممثل الرسمي للبرازيل في منافسات كرة الصالات الدولية.